# Place d'Alba Iulia
La place d'Alba Iulia (en roumain piața Alba Iulia) est une place de Bucarest, en Roumanie.

## Situation
Située au centre de la ville, dans le secteur 3, la place de forme circulaire se trouve à l'extrémité est du boulevard de l'Union. Deux autres artères en partent, les boulevards Decebal en direction du nord-est et Burebista vers le sud-est. Le centre est formé d'une pelouse circulaire ceinte d'un parking de forme annulaire. Elle est bordée sur son pourtour de hauts immeubles d'habitations

## Nom
La place porte le nom d'Alba Iulia, ville historique de Transylvanie.